# Tinaco (município)
Tinaco é um município da Venezuela localizado no estado de Cojedes.
A capital do município é a cidade de Tinaco.